# Doména Windows
Doména Windows (NT4-style domain, classic domain) je v informatice označení pro již zastaralou jednoduchou plochou adresářovou službu, ve které jsou umístěny informace o objektech v počítačové síti (uživatelské účty, počítače, tiskárny, oprávnění a další údaje). Všechny údaje jsou uloženy na určitých počítačích (tzv. řadič domény, PDC, tj. primary domain controller) a případně na záložních počítačích (BDC, backup domain controller). Řadič domény zajišťuje v počítačové síti autentizaci a autorizaci uživatelů, počítačů i další služby. Klasická Windows doména byla ve Windows 2000 nahrazena adresářovou službou Active Directory.

## Charakteristika
Standardně má každý víceuživatelský operační systém svoji vlastní databázi uživatelů. Počítače však mohou být připojeny do počítačové sítě, kde nabízejí své systémové prostředky (úložný prostor na disku, připojené tiskárny) jiným počítačům. V takové situaci je nutné řešit oprávnění, které má uživatel pracující na jiném počítači k prostředkům, které jsou sdíleny. Před příchodem Domény Windows byly používány tzv. Pracovní skupiny (Workgroups), kde bylo nutné buď oprávnění k přístupu nastavit všem uživatelům najednou (tj. nebylo možné pomocí oprávnění jednotlivé uživatele rozlišit) nebo všem uživatelům na všech počítačích založit uživatelské účty a nastavit jim oprávnění k jednotlivým sdíleným prostředkům.
Doména Windows umožňuje vytvořit uživatelské účty na řadiči domény, odkud si všechny ostatní počítače budou tyto informace brát. Zjednoduší se tím správa uživatelských účtů i jiných prostředků, které jsou v síti sdíleny a také se zjednoduší nastavování oprávnění jednotlivých uživatelů k těmto sdíleným prostředkům.
Každému uživateli je na doménovém řadiči (PDC) založen účet a nastaveno heslo. Ostatní počítače se do Domény Windows připojí, čímž vyjádří důvěru řadiči domény. Když se uživatel snaží k nějaké počítači přihlásit, konzultuje tento počítač přihlašovací jméno a heslo s řadičem domény. Jsou-li schváleny, umožní počítač uživateli přihlášení. Nejsou-li schváleny, uživatel se přihlásit nemůže. Pokusí-li se uživatel využít sdílené prostředky jiného počítače, odešle počítač, u kterého je uživatel přihlášen, přihlašovací údaje tomu jinému počítači, který je ověří u doménového řadiče. Na odpovědi doménového řadiče pak bude záležet, zda jiný počítač začne uvažovat o případném propůjčení svých prostředků zmíněnému uživateli. Do svého rozhodnutí zahrne i případná oprávnění, kterými je sdílený prostředek chráněn.
Záložní řadič domény (BDC, backup domain controler) obsahuje repliku databáze všech objektů z hlavního řadiče domény (PDC, primary domain controller), která je průběžně podle PDC aktualizována. Dojde-li k přerušení spojení mezi PDC a BDC, může BDC poskytovat služby ověřování nezávisle na PDC. Po obnovení spojení jsou data na PDC a BDC opět synchronizována.

## Samba
V roce 1992 vznikl opensource projekt Samba, který umožnil počítači s jiným operačním systémem (než Microsoft Windows, v současnosti např. Linux) nabízet a přijímat prostředky sdílené v počítačové síti pomocí sdílení Windows (resp. pomocí SMB protokolu používaného firmou Microsoft). Jeho vývojář Andrew Tridgell si všiml, že je používán starší NetBIOS protokol a LAN Manager, který původně vznikl ve spolupráci firem IBM a Microsoft. V roce 1993 tak byla vydána verze podporující klientskou i serverovou část.
V roce 2020 je klasická doména Windows považována za zastaralou a pro umožnění spolupráce je v nastavení (soubor smb.conf) potřeba vypnout některá zabezpečení:
```
require strong key = no
client use spnego = no
client ipc signing = auto
```